# Телом
Тело́м (от греч. τέλος, «конец») — надземный орган у риниофитов (вымерших около 400 миллионов лет тому назад примитивных сосудистых растений). Теломы содержали простейшую сосудистую систему (гаплостелу), могли быть как вегетативными («филлоиды»), так и спороносными спорангиями (некоторые исследователи считают спороносную функцию первичной). Широко распространённая теломная теория происхождения современных растений (автор — В. Циммерман, 1930 год) состоит в том, что все органы высших растений (листья, корни, стебли, части цветка) возникли из уплощённых и сросшихся вместе теломов.

## Теломная теория

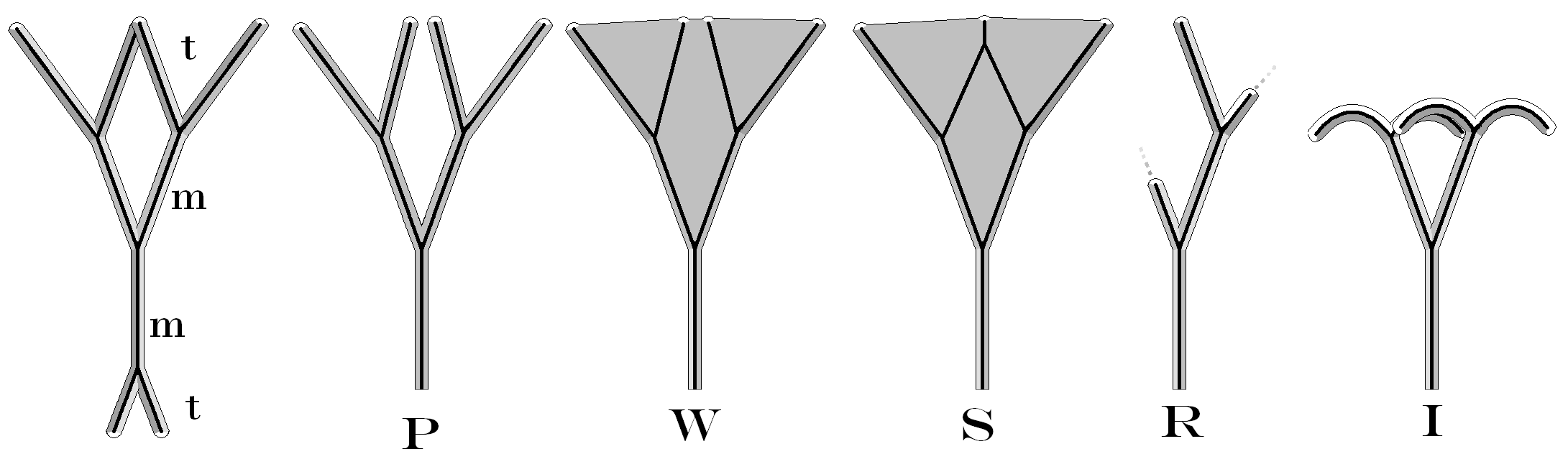

Циммерман разделял теломы на собственно теломы — окончания цилиндрической формы, обозначенные t на рисунке справа и мезомы — цилиндрические оси, соединяющие точки ветвления, обозначенные m.
Согласно теории, органы высших растений образовались в результате серии шагов пяти типов:
1. уплощение (P на рисунке, от нем. Planation), когда трёхмерные ветвления переносятся в одну плоскость;
2. перевершинивание (нем. Übergipfelung), когда один из исходно равнозначных побегов начинает доминировать;
3. сокращение (обозначено вместе с перевершиниванием как R на рисунке, от нем. Reduktion), когда вторичный побег укорачивается до «сучка»;
4. срастание (нем. Verwachsung, W/S на рисунке) — группы ростков после уплощения объединяются соединительной тканью (паренхимой), так образуются как листья, так и стволы с ветвями;
5. искривление (нем. Einkrümmung, I на рисунке), когда теломы изгибаются, образую место для спорангия.